# Diplaziopsis formosana
Diplaziopsis formosana là một loài thực vật có mạch trong họ Woodsiaceae. Loài này được (Rosenst.) M.G. Price miêu tả khoa học đầu tiên năm 1990.